# Hōjō Ujitsuna
Hōjō Ujitsuna (北条 氏綱?; 1487 – 10 agosto 1541) fu il figlio maggiore di Hōjō Sōun, fondatore del clan Hōjō. Continuò l'opera del padre di conquista e controllo del Kantō.
Ujitsuna fu il secondo daimyō del clan Hōjō e figlio maggiore di Hōjō Sōun (1432-1519). Assunse la guida del clan dopo la morte del padre nel 1519. Quando Ujitsuna divenne daimyō, gli Hōjō controllavano la provincia di Izu, la maggior parte della provincia di Sagami e stavano iniziando ad avere una certa influenza nella provincia di Musashi. Ujitsuna mosse la capitale del clan al castello di Odawara nella provincia di Sagami. Adottò successivamente il nome Hōjō, probabilmente per aver un maggior prestigio. Sōun è spesso ricordato con quel nome, ma non ci sono prove evidenti a sostegno che fosse così chiamato. Comunque il nome Hōjō fu menzionato per la prima volta nel 1523.
Nel 1524 Ujitsuna conquistò il castello di Edo , che era controllato da Uesugi Tomooki, da cui iniziò una lunga rivalità tra gli Hōjō ed il clan Uesugi. Due anni dopo gli Uesugi attaccarono e bruciarono Kamakura, che fu una grande perdita simbolica, poiché molti anni prima il clan Hōjō, da cui essi presero il nome, l'avevano conquistata nell'assedio di Kamakura del 1333.
Nel 1526 Hojo Ujitsuna fu sconfitto da Takeda Nobutora nella Battaglia di Nashinokidaira. Gli Uesugi attaccarono nuovamente nel 1535, mentre Ujitsuna stava combattendo il clan Takeda; Ujitsuna comunque riuscì a tornare in tempo per sconfiggere Uesugi Tomooki. Quando Tomooki morì due anni dopo, Ujitsuna sfruttò l'opportunità e con l'assedio di Kawagoe si assicurò il suo controllo su gran parte del Kantō.
Ujitsuna vinse successivamente la battaglia di Kōnodai contro le forze congiunte del clan Satomi di Satomi Yoshitaka e degli Ashikaga nel 1538 assicurandosi il controllo della provincia di Shimōsa. Nel 1539 sconfisse il Koga Kubo (titolo equivalente allo shōgun) Ashikaga Yoshiaki e prese il controllo della provincia di Awa.
Negli anni prima della sua morte avvenuta nel 1541, Ujitsuna ricostruì Kamakura, facendola diventare simbolo della potenza crescente del clan, assieme ai castelli di Odawara ed Edo. Il figlio Hōjō Ujiyasu prese la guida del clan dopo la sua morte.